# Бивиљијано (Фиренца)
Бивиљијано је насеље у Италији у округу Фиренца, региону Тоскана.
Према процени из 2011. у насељу је живело 811 становника. Насеље се налази на надморској висини од 577 м.